# Bing’s Hollywood
Bing’s Hollywood – zbiór piętnastu albumów kompilacyjnych artysty Binga Crosby’ego wydanych przez Decca Records w 1962 roku. Utwory zawarte w tych albumach pochodzą z różnych musicali filmowych, w których Crosby zagrał w latach 1934 – 1956.

## Albumy
| Album | Film                                                                                                   |
| --- | --- |
| Strona 1 1. „Love Is Just Around the Corner” 2. „June in January” 3. „With Every Breath I Take” 4. „It's Easy to Remember” 5. „Soon” 6. „Swanee River (The Old Folks At Home)” 7. Down by the River Strona 2 8. „Without a Word of Warning” 9. „Two for Tonight” 10. „From the Top of Your Head to the Tip of Your Toes” 11. „I Wish I Were Aladdin” 12. „Takes Two to Make a Bargain” 13. „I Wished on the Moon”                                           | Tutaj jest moje serce (1–3), Mississippi (4–7), Two for Tonight (8–12), The Big Broadcast of 1936 (13) |
| Strona 1 1. „Moonburn” 2. „My Heart and I” 3. „Sailor Beware” 4. „Empty Saddles” 5.„ I'm an Old Cowhand” 6. „Roundup Lullaby” Strona 2 7. „Pennies from Heaven” 8. „Let's Call a Heart a Heart” 9. „One, Two, Button Your Shoe” 10. „So Do I” 11. „I Can't Escape from You” 12. „The House That Jack Built for Jill” | Anything Goes (1–3), Rhythm on the Range (4–6, i 11–12), Grosze z nieba (7–10)                         |
| Strona 1 1. „Blue Hawaii” 2. „In a Little Hula Heaven” 3. „Sweet Leilani” 4. „Sweet Is the Word for You” 5. „It’s the Natural Thing to Do” 6. „(You Know It All) Smarty” Strona 2 7. „The Moon Got in My Eyes” 8. „All You Want to Do Is Dance” 9.„ I've Got a Pocketful of Dreams” 10. „Small Fry” 11. „Laugh and Call It Love” 12. „Don't Let That Moon Get Away”                                                                                         | Waikiki Wedding (1–4), Double or Nothing (5–8), Sing You Sinners (9–12)                                |
| Strona 1 1. „On the Sentimental Side” 2. „My Heart Is Taking Lessons” 3. „This Is My Night to Dream” 4. „The Funny Old Hills” 5. „I Have Eyes” 6. „Joobalai” Strona 2 7. „You're a Sweet Little Headache” 8. „I Ain't Got Nobody” 9. „East Side of Heaven” 10. „That Sly Old Gentleman” 11. „Hang Your Heart on a Hickory Limb” 12. „Sing a Song of Sunbeams”                                                                                               | Doctor Rhythm (1–3), Miesiąc miodowy w Paryżu (4–8), East Side of Heaven (9–12)                        |
| Strona 1 1. „An Apple for the Teacher” 2. „In My Merry Oldsmobile” 3. „A Man and His Dream” 4. „Medley of Gus Edwards Song Hits” 5. „Still the Bluebird Sings” 6. „Go Fly a Kite” 7. „If I Had My Way” Strona 2 8. „Too Romantic” 9. „Sweet Potato Piper” 10. „April Played the Fiddle” 11. „The Moon and the Willow Tree” 12. „I Haven’t Time to Be a Millionaire” 13. „Meet the Sun Half-Way” 14. „The Pessimistic Character (With the Crap Apple Face)”  | Łowca talentów (1–6), If I Had My Way (7, 10 i 12–14), Droga do Singapuru (8–9 i 11)                   |
| Strona 1 1. „Only Forever” 2. „That’s for Me” 3. „Rhythm on the River” 4. „When the Moon Comes over Madison Square” 5. „Birds of a Feather” 6. „You’re Dangerous” Strona 2 7. „It's Always You” 8. „You Lucky People, You” 9. „The Birth of the Blues” 10. „Wait 'Till the Sun Shines, Nellie” 11. „My Melancholy Baby” 12. „The Waiter and the Porter and the Upstairs Maid”                                                                               | Rhythm on the River (1–4), Droga do Zanzibaru (5–8), Birth of the Blues (9–12)                         |
| Strona 1 1. „Happy Holiday” 2. „Be Careful, It's My Heart” 3. „Abraham” 4. „Easter Parade” 5. „The Song of Freedom” 6. „I Can't Tell a Lie” Strona 2 7. „Lazy” 8. „I'll Capture Your Heart” 9. „(I've Got) Plenty to Be Thankful For” 10. „You're Easy to Dance With” 11. „Let's Start the New Year Right” 12. „White Christmas” | Gospoda świąteczna (utwory 6 i 10 śpiewa sam F. Astaire)                                               |
| Strona 1 1. „The Road to Morocco” 2. „Moonlight Becomes You” 3. „Ain’t Got a Dime to My Name (Ho-Hum)” 4. „Constantly” 5. „Sunday, Monday or Always” 6. „If You Please” Strona 2 7. „Going My Way” 8. „Swinging on a Star” 9. „The Day after Forever” 10. „Too-Ra-Loo-Ra-Loo-Ral” 11. „Ave Maria” 12. „Silent Night” | Droga do Maroka (1–4), Dixie (5 i 6), Idąc moją drogą (7–12)                                           |
| Strona 1 1. „Ac-Cent-Tchu-Ate the Positive” 2. „Let’s Take the Long Way Home” 3. „There's a Fella Waitin' in Poughkeepsier” 4. „I Promise You” 5. „The Bells of St. Mary's” 6. „Adeste Fideles” Strona 2 7. „Aren’t You Glad You're You?” 8. „In the Land of Beginning Again” 9. „Put It There, Pal” 10. „Would You?” 11. „It's Anybody's Spring” 12. „Welcome to My Dream” 13. „Personality”                                                               | Here Come the Waves (1–4), Dzwony Najświętszej Marii Panny (5–8), Droga do Utopii (9–13)               |
| Strona 1 1. „Blue Skies” 2. „All By Myself” 3. „A Couple of Song and Dance Men” 4. „I've Got My Captain Working for Me Now” 5. „(I'll See You In) C-U-B-A” 6. „(Running Around in Circles) Getting Nowhere” Strona 2 7. „Everybody Step” 8. „You Keep Coming Back Like a Song” 9. „A Serenade to an Old-Fashioned Girl” 10. „I’d Rather Be Me” 11. „Out of This World” 12. „June Comes Around Every Year”                                                   | Blue Skies (1–9), Out of This World (10–12)                                                            |
| Strona 1 1. „Smile Right Back at the Sun” 2. „As Long As I'm Dreaming” 3. „My Heart Is a Hobo” 4. „Country Style” 5. „Experience” 6. „Apalachicola” Strona 2 7. „But Beautiful” 8. „You Don't Have to Know the Language” 9. „The Friendly Mountains” 10. „I Kiss Your Hand, Madame” 11. „The Kiss in Your Eyes” 12. „Emperor Waltz” 13. „Tallahassee” | Witaj, przybyszu (1–4), Droga do Rio (5–8), Cesarski walc (9–12), Variety Girl (13)                    |
| Strona 1 1. „Once and for Always” 2. „If You Stub Your Toe on the Moon” 3. „Busy Doing Nothing” 4. „Once and for Always” 5. „You're in Love with Someone” 6. „The Donovans” Strona 2 7. „Top o' the Morning” 8. „Oh, 'Tis Sweet to Think” 9. „Sunshine Cake” 10.„ A Sure Thing” 11. „The Horse Told Me” 12. „Someplace on Anywhere Road” | Jankes na dworze króla Artura (1–4), Top o’ the Morning (5–8), Riding High (9–12)                      |
| Strona 1 1. „Accidents Will Happen” 2. „Life Is So Peculiar” 3. „And You’ll Be Home” 4. „Milady” 5. „Wouldn’t It Be Funny?” 6. „Once More the Blue and White” Strona 2 7. „In the Cool, Cool, Cool of the Evening” 8. „Your Own Little House” 9. „Misto Cristofo Columbo” 10. „Bonne Nuit (Goodnight)” 11.„ Accidents Will Happen” 12. „High on the List”                                                                                                   | Mr. Music (1–6, i 11–12), Przybywa narzeczony (7–10)                                                   |
| Strona 1 1. „A Flight of Fancy” 2. „Just for You” 3. „I’ll Si-si Ya in Bahia” 4. „The Live Oak Tree” 5. „Zing a Little Zong” 6. „On the 10:10 from Ten-Ten-Tennessee” Strona 2 7. „The Road to Bali” 8. „Chicago Style” 9. „Hoot Mon” 10. „The Merry-go-run-around” 11. „To See You Is to Love You” 12. „Moonflowers” | Just for You (1–6), Droga do Bali (7–12)                                                               |
| Strona 1 1. „The Magic Window” 2. „Cela M'est Egal (If It's All the Same to You)” 3. „A Propos De Rien” 4. „Violets and Violins” 5. „It's Mine, It's Yours (The Pitchman)” 6. „Dissertation on the State of Bliss (Love and Learn)” 7. „The Land Around Us” Strona 2 8. „The Search Is Through” 9. „You're the Top” 10. „Ya Gotta Give the People Hoke” 11. „All Through the Night” 12. „A Second Hand Turban and a Crystal Ball” 13. „Blow, Gabriel, Blow” | Little Boy Lost (1–4), Dziewczyna z prowincji (5–8), Anything Goes (9–12)                              |